# Samsun Dağı

Kaart van het schiereiland Mycale in de oudheid, waarop is ingetekend hoe de kustlijn zich ontwikkelde als gevolg van de uitbouw van de delta van de Grote Meander.

Samsun Dağı of Dilek Dağları (Griekse, historische naam: Μυκάλη = Mykalè of Mycale) is/zijn een bergachtig schiereiland in Turkije, aan de westkust van Klein-Azië. In het westen ligt, tegenover het schiereiland, het Griekse eiland Samos. Het schiereiland ligt ten noorden van de monding van de rivier de Grote Meander. Het hoogste punt van de Samsun Dağı is 1265 m hoog.
Op de kaap bevond zich in de oudheid een heiligdom van Poseidon, dat als het religieuze centrum van het Panionion gold. In de buurt van deze kaap vond in 479 v.Chr. de laatste grote zeeslag van de Perzische Oorlogen plaats. Een Griekse vloot, samengesteld uit eenheden van verschillende stadstaten onder het bevel van de Spartaanse admiraal Leotychidas, bracht er de Perzen de definitieve nederlaag toe. Een paar decennia daarvoor was het schiereiland ook al toneel geweest van gevechten op het land. Polycrates, de tiran van Samos, werd in 522 v. Chr. op de berg in een hinderlaag gelokt, gevangengenomen en ter dood gebracht.